# IEC 60906-1

Modello di collegamento elettrico IEC 60906-1

IEC 60906-1 è uno standard internazionale per ora poco utilizzato per un collegamento elettrico a 230 V a corrente alternata.
Il modello è stato reso pubblico nel 1986 dalla Commissione Elettrotecnica Internazionale. Il Brasile, nel 2009, ha introdotto questo modello denominato NBR 14136:2001 che dovrebbe sostituire tutti i modelli precedentemente utilizzati entro gennaio 2011. Il Sudafrica la utilizza insieme alla BS 546, 15 A con denominazione SANS 164-2.
È molto simile alle prese italiana (tipo L 10 A) e svizzera (tipo J), tuttavia è incompatibile con entrambe.
Questa prima parte della norma IEC descrive il modello per i collegamenti fino a 250 V e 16 A. Nel 1992 fu pubblicata la seconda parte del modello (IEC 60906-2), che definisce il modello internazionale per i collegamenti fino a 125 V. Questo modello è compatibile con quello usato in Nordamerica per spine e prese (tipi A e B). La terza parte (IEC 60906-3) descrive un gruppo di collegamenti a basso voltaggio.

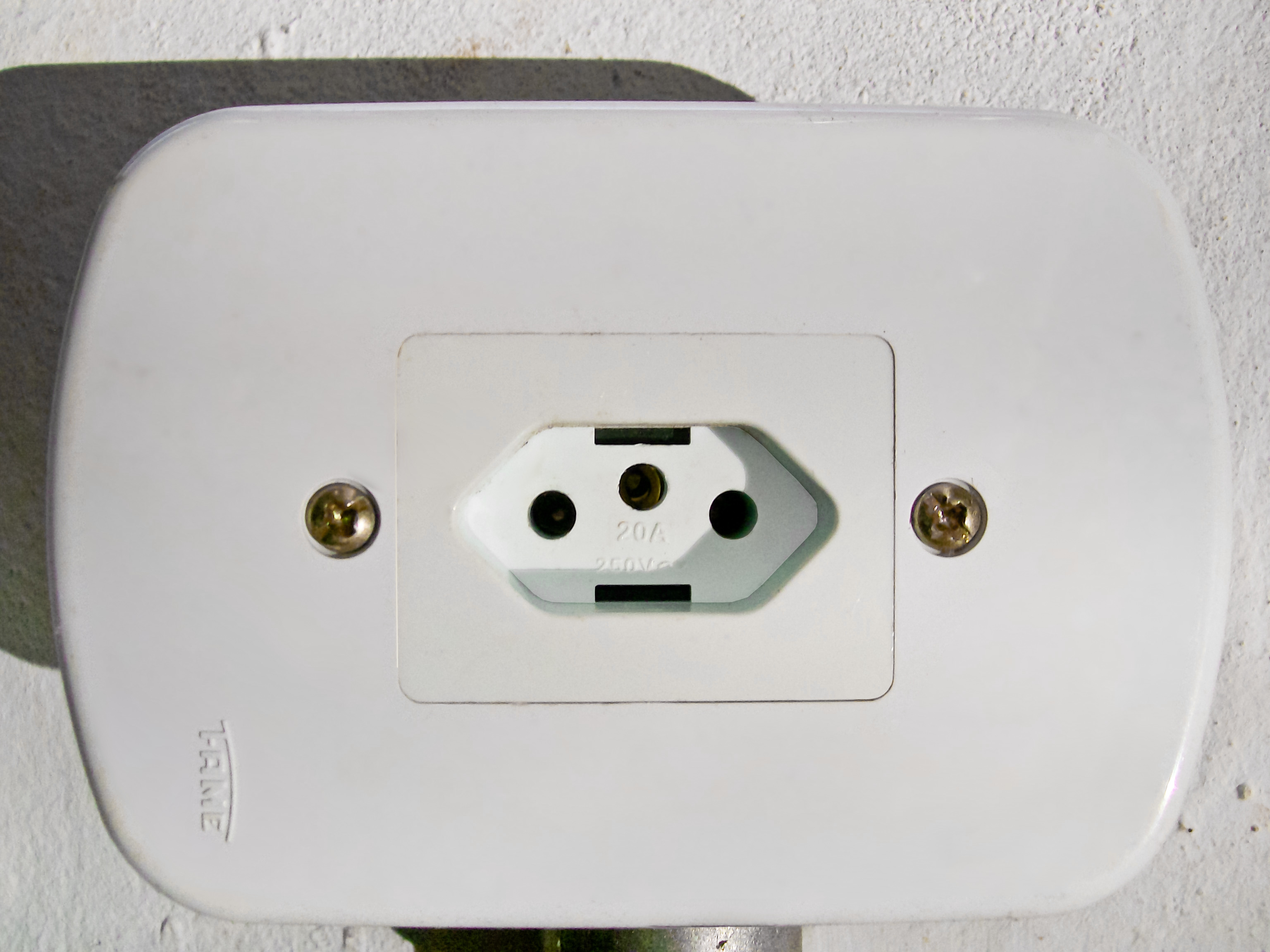
Una presa IEC 60906-1 da 20 A in Brasile

## Dimensioni
La spina progettata dall'IEC ha una base di 17×36 mm e tre contatti cilindrici distanziati 19 mm, lunghi altrettanto e spessi 4,5 mm; il dentino centrale è disassato di 3 mm e la portata prevista è di 16 ampere. La spina sudafricana rispetta questi standard alla lettera, la spina brasiliana è invece stata declinata in due versioni: una da 10 A con contatti da 4 mm e una da 20 con contatti da 4,8.

## Vantaggi della nuova spina
- Spina e presa sono polarizzate.
- La presa è spesso incassata, pertanto, ancora prima che si stabiliscano i contatti di fase e neutro, i terminali della spina non sono accessibili alle dita e quindi non possono rappresentare un rischio di folgorazione.
- Grazie a una copertura isolante in plastica per le basi dei terminali di fase e neutro, toccare terminali della spina in tensione è reso ancora più difficile.
- La presa può essere dotata di una protezione per i bambini (chiusura contro l'inserimento di fili metallici o altri oggetti).